# Kakushi
Kakushi (角指, かくし) là một loạt các loại công cụ thường có hình dạng chiếc nhẫn có đinh hay các móc của Nhật Bản. Loại này được dùng trong rất nhiều việc như giúp cầm nắm những thứ trơn tuột ướt át, hay leo cây hoặc các công việc cần có độ bám tốt. Vì nó có nhiều công dụng khác nhau nên nó có rất nhiều tên tùy thuộc vào công dụng cùng những cách chơi chữ theo cách viết và cách đọc.

## Kakute

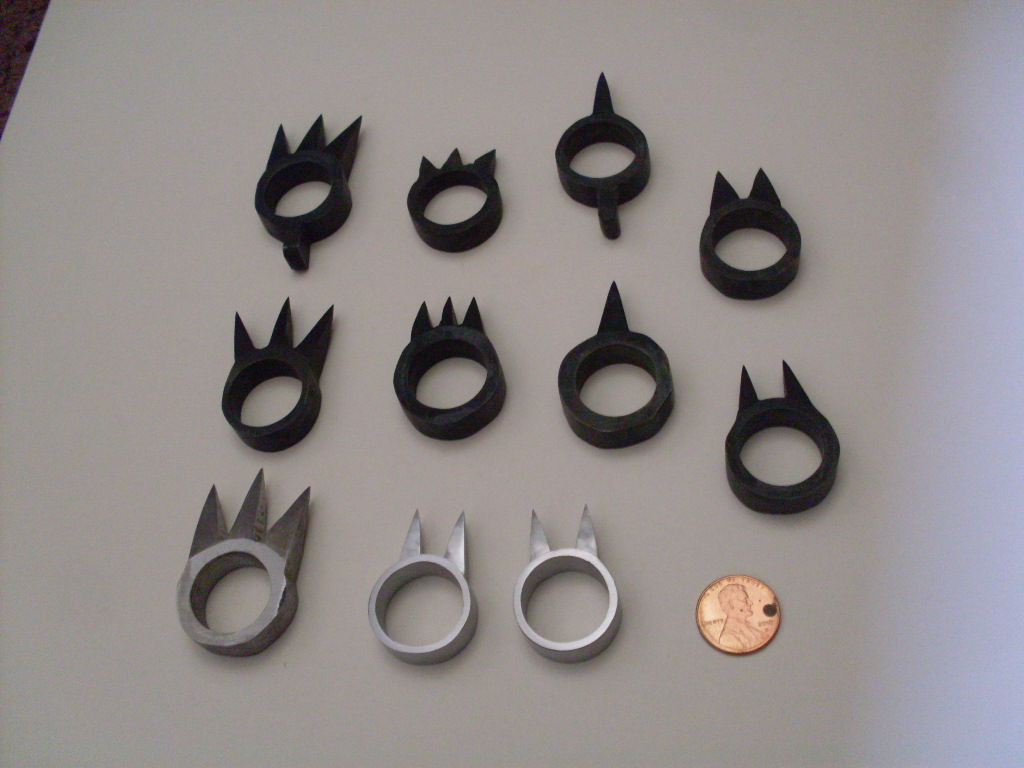
Một số thiết kế Kakute.

Các loại được dùng như vũ khí cũng có nhiều cách gọi nhưng thường biết đến với cách gọi là Kakute (角手, かくて), loại vũ khí này được thấy sử dụng rộng rãi từ thời Edo nhưng nó được cho là đã được sử dụng trước đó. Đây là một trong các loại vũ khí cận chiến mà các ninja thường sử dụng cho việc ám sát, cứ việc đấm vào các huyệt của đối phương, các đinh trên nhẫn sẽ đâm xuyên qua lưỡi, cổ, cổ tay, các vết thương sẵn có... Chúng đặc biệt được ưa chuộng dùng cho việc tự vệ nhất là với phụ nữ và tăng khả năng bắt giữ đối phương khi bắt chéo tay vì các đinh sẽ làm cho mục tiêu đau đớn và hạn chế chống cự.